# Bruno Zwintscher

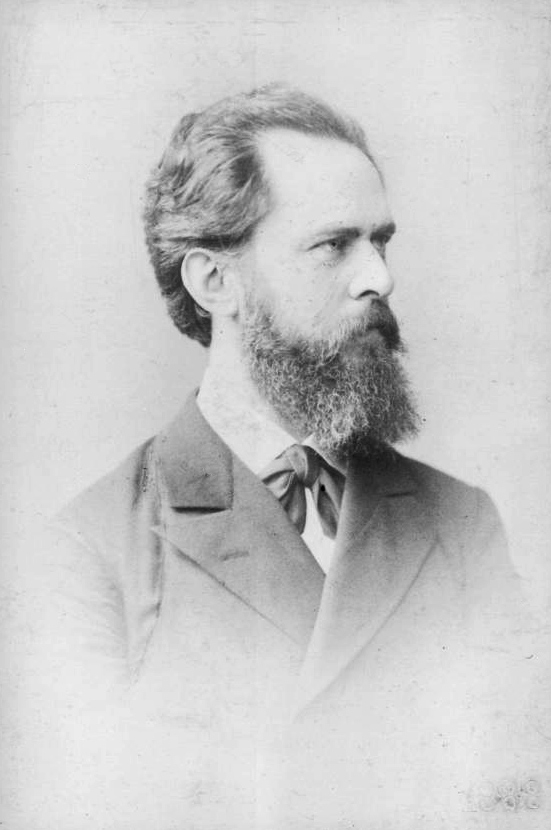
Zwintscher (1888)

Bruno Zwintscher (* 15. Mai 1838 in Ziegenhain bei Nossen; † 4. März 1905 in Niederlößnitz) war ein deutscher Klavierpädagoge.

## Leben
Zwintscher besuchte die Dresdener Kreuzschule, bevor er 1856 Schüler von Louis Plaidy am Leipziger Konservatorium wurde. Von 1875 bis 1896 wirkte Zwintscher selbst als Klavierlehrer an diesem Konservatorium. Danach betätigte er sich als Privatlehrer in Dresden. Seine Klavier-Technik ist eine Erweiterung des Plaidyschen Werkes. Er gab auch Musikalische Verzierungen heraus.
Aus Zwintschers Ehe mit Frieda geborene Otto entstammen drei Söhne: der Philologe Arthur (1867–1937), der Maler Oskar (1870–1916) und der Pianist Rudolf (1871–1946).
Zum Lebensende wohnte Zwintscher in Niederlößnitz in der damaligen Kaiserstraße 8 (heute Thomas-Mann-Straße 8), wo er auch verstarb.

## Werke
- Klavier-Technik, 7 Hefte, Leipzig ohne Jahresangabe (englisch herausgegeben von C.H. Porter als Technical Exercises Systematically).
- Musikalische Verzierungen: Praktische Übungen und theoretische Erläuterungen nebst einen Anhang über den Metronom. Leipzig 1895.